# Дельгадильо, Луис
Луи́с Абра́ам Дельгади́льо Ри́вас (исп. Luis Abraham Delgadillo Rivas; 26 августа 1887, Манагуа, Никарагуа — 20 декабря 1961, там же) — никарагуанский композитор, дирижёр и педагог.

## Биография
Учился в Миланской консерватории. Работал в Мексике и Панаме. По возвращении на родину, в 1950 году стал директором Национальной школы музыки Никарагуа и дирижёром симфонического оркестра Манагуа. Его симфоническая и театральная музыка основывается на фольклорном материале. Писал романсы и культовую музыку. Автор Гимна Никарагуа.

## Сочинения
- опера «Гибель Нормы» (1930)
- опера «Мабалтайян» (на индейский сюжет, 1942)
- балет «Голова Рави» (1918—1942)
- детский балет
- 4 оперетты
- «Индейская симфония» № 1 на народные темы (1921)
- симфония № 2 (1924)
- «Инкская симфония» № 3 (1926)
- симфония № 4 (1928)
- 12 коротких симфоний (1955)
- сюиты на мексиканские и никарагуанские темы
- увертюра «Дебюссиана»
- увертюра «Шёнбергиана»
- 8 струнных квартетов
- 3 фортепианных трио
- пьеса для фортепиано
- пьеса для скрипки